# Научная коммуникация
Научная коммуникация — процессы и механизмы продвижения научных идей внутри научного сообщества и за его пределами, то есть в обществе,
иными словами, это распространение научных знаний об окружающей действительности посредством различных каналов, средств, форм и институтов коммуникации.
Выделяют два этапа научной коммуникации: внутренний и внешний. На первоначальном, или внутреннем, этапе научной коммуникации субъектами коммуникации выступают ученые в рамках научного сообщества. Второй этап, внешний, характеризуется взаимодействием научного сообщества с широкой аудиторией, это трансляция научного знания в массовое сознание, то есть популяризация науки.

## История развития научной коммуникации

### Республика ученых, или невидимый колледж
Начиная с XVII века в Европе формируется практика научной коммуникации, основанной на личных связях и закрепляемой личными встречами, обменом письмами. Деятельность неформальных сообществ наиболее образованных людей Европы, которые вошли в историю под такими названиями, как «Невидимые колледжи» (Незримая Коллегия) (термин ввел Роберт Бойль, 1646 год), или «Республика писем» (впервые у П. Бейля, 1684 год), а позже — «Республика ученых» (М. Мерсенн, который был добровольным распространителем научной информации, организатором научной переписки с 78 корреспондентами в разных странах). Республика ученых объединила таких интеллектуалов Нового времени, как Ф. Бэкона и Г. Галилея, И. Ньютона и Р. Декарта, Б. Паскаля, Р. Бойля, Г. Лейбница, М. Мерсенна и др.
Роль научной коммуникации этого периода заключалась в координации научной информации, её трансляции с помощью переписки и периодических изданий, её внедрении в образовательный процесс.
Дерек Джон де Солла Прайс выдвинул гипотезу о «невидимых колледжах» — самоорганизующихся коммуникативных объединениях исследователей, работающих над новой перспективной проблематикой; это группы учёных, работающих одновременно над одним кругом проблем в разных организациях и странах. Консолидация ученых в «невидимом колледже» кратковременная: на период решения конкретной научной задачи.

### Переход к открытой науке
На рубеже XIX—XX веков наблюдается рост интереса широких масс к научным достижениям и науке как таковой. Общество переходит к идеалу доступной, открытой науки. Это обусловлено несколькими причинами: во-первых, появились новые формы взаимодействия между субъектами в рамках научного сообщества. Наука вышла за рамки традиционных научных центров (университетов), стали появляться независимые научные лаборатории, повысился уровень ответственности ученого перед обществом. Во-вторых, в эпоху информационного общества возрастает важность информирования общества. Наука вынуждена взаимодействовать с другими подсистемами общества, так как это необходимо для её существования.
В 1970-е года Юрген Хабермас отмечает, что средствами осуществления научной коммуникации становятся средства массовой информации (СМИ). СМИ соединили внутренний и внешний этапы научной коммуникации, стали важным инструментом популяризации науки.

## Целевые аудитории научной коммуникации
Научная коммуникация направлена на следующие основные целевые аудитории:
- Ученые («лицом к лицу»)
- Средства массовой информации, новые медиа, которые являются одновременно и аудиторией и каналом коммуникации
- Органы государственной власти (определяют приоритеты финансирования)
- Представители бизнес структур (те, кто будет использовать открытия и изобретения науки)
- Новые молодые «мозги» (молодые ученые, аспиранты, студенты, школьники)
- Общественность (самая широкая аудитория)[6]

Следует разделять принятые в международной практике понятия научная коммуникация (Sciencecommunication), то есть процессы и формы взаимодействия науки и общества, популяризации научного результата, представления результата для неэкспертов, и коммуникация в науке (Scientificcommunication) как часть информационного общества и социологии науки, характеризующую социальные особенности формальной и неформальной коммуникации среди ученых. Методологически различные подходы и принципы изучения научной коммуникации исследуются в научной школе российского лингвиста Чернявской Валерии Евгеньевны. Широкий круг проблем научной коммуникации разработан ею в связи с исследованиями научного текста и научного дискурса. В лингво-эпистемической концепции Чернявской В. Е. показано, что специфика распространения знания в науке обусловливается языковым аспектом как фактором, способствующим или препятствующим успешному представлению публикации научному сообществу. Рассматривается комплекс факторов, влияющих на восприятие авторского результата в современном информационном обществе, на профессиональное взаимодействие ученых и специалистов PR, научных журналистов, научных коммуникаторов, популяризирующих науку.

## Коммуникация внутри научного сообщества
Профессиональные научные общества обладают необходимыми информационными и организационными ресурсами, которые позволяют им привлечь специалистов к работе над наиболее значимой проблемой и продвигать научные идеи и разработки внутри научных кругов. На данном этапе внутренней научной коммуникации происходит обмен информацией между членами научного сообщества, а также оформление научной идеи в соответствие с научным методом и научными критериями в научную литературу. На данном этапе при научной коммуникации используется научный стиль языка, особое внимание уделяется эмпирической части работы.
Форматом научной коммуникации внутри научного сообщества являются:
а) непосредственные связи — личные беседы, очные научные дискуссии, устные доклады, семинары; б) связи, опосредствованные техническими средствами тиражирования информации, — публикации научных журналов, реферативных журналов, монографий; в) научные конференции, конгрессы, научно-технические выставки.
Средством научной коммуникации внутри научного сообщества являются системы указателей научных ссылок, например Web of Science (Индекс цитирования научных статей) с тремя базами (Индекс цитирования естественных наук Science Citation Index (SCI), Индекс цитирования социальных наук Social Science Citation Index (SSCI) и Индекс цитирования в гуманитарных науках, литературе и искусстве Arts and Humanities Citation Index" (AHCI)). Данная система была создана в 1961 году в институте научной информации (Филадельфия, США). Система WoS включает в себя библиографическую информацию о текущих публикациях и сведения об их авторах, ссылки, указанные в этих работах. Система позволяет осуществить поиск информации, определить связи между публикациями, проанализировать динамику развития науки.

## Взаимодействие с государством и бизнесом
Представители власти и бизнеса являются целевой группой научной коммуникации: не являясь представителями академического сообщества, государство и бизнес проявляют профессиональный интерес к науке.
Это связано с тем, что государство, главным образом, осуществляет финансовую и инфраструктурную поддержку науке: финансирование исследований через федеральные агентства, привлечение корпоративных научных сообществ (ассоциаций) для определения направлений развития науки. Например, в США были созданы Национальный научный фонд , Американская ассоциация содействия развитию науки, а в России были созданы Российский научный фонд (РСН), Агентство стратегических инициатив по продвижению новых проектов (АСИ), Российская венчурная компания (РВК), Национальная технологическая инициатива (НТИ). Например, в России в 2016 году бюджетное финансирование пойдет на первые четыре направления НТИ: AeroNet (беспилотные летательные аппараты), AutoNet (беспилотные автомобили), MariNet (беспилотный морской транспорт), NeuroNet (распределенные компоненты сознания). РВК создает венчурные фонды для формирования частных инвестиций для создания новых технологических рынков в перспективе до 2035 года.

## Популяризация науки
После стадии одобрения научной идеи в научном сообществе, научная коммуникация выходит на новый этап — этап популяризации.
В рамках научной коммуникации научное сообщество выступает транслятором науки в широкие массы. Обладая необходимыми специальными знаниями, научное сообщество осуществляет их хранение и трансляцию в массы с помощью масс-медиа, которые являются посредником коммуникации между учеными и обществом в целом.
Средством популяризации являются научно-популярные журналы (Журнал «Наука и жизнь», научно-популярный «Кот Шрёдингера (журнал)»), научно-популярные блоги («(Биомолекула»), научные электронные библиотеки (КиберЛенинка), образовательные передачи (телеканал «Наука 2.0», «Discovery Channel», научно-образовательный проект ТАСС «Чердак»), выставки, научная музеология «ЛабиринтУм», фестивали науки (Всероссийский фестиваль науки NAUKA 0+).
Для успешной внешней научной коммуникации важно адаптировать язык донесения информации, более того, акцент делается не на эмпирической части исследований, а на результатах деятельности, практической полезности и прогнозах.

## Фальсификация в научной среде

### Этика научных публикаций
Несоблюдение требований цитирования и ссылок на источники информации, использованные в работе, называется плагиатом. Сегодня в мире и в России созданы специальные компьютерные программы для проверки наличия плагиата в публикации, например Антиплагиат. В России при РАН создана Комиссия по борьбе с лженаукой и фальсификацией научных исследований.
В связи с тем, что качество и значимость научной работы оценивается по количественному показателю индекса цитирования научных статей, имеют место случаи фальсификации наукометрических показателей (индекс Хирша, импакт-фактор). Так например, в России в 2016 году группа ученых из Института экспериментальной и теоретической биофизики (ИТЭБ РАН), увеличивала наукометрические показатели с помощью вставки ссылок в чужие статьи. Подобные нарушения не регулируются законом, лишь этическими кодексами и нормами научной этики.
В ноябре 2009 года скандал под названием Климатгейт стал причиной провала климатической конференции ООН по изменению климата в Копенгагене. Раскрылось, что профессор Майкл Манн оказывал давление на редакции журналов и препятствовал публикации своих оппонентов, что противоречит научной этике.

### Публикация недостоверных материалов
Южнокорейский биолог Хван У Сок, специалист по стволовым клеткам и клонированию, был обвинен в 2005 году в нарушении медицинской этики, фальсификации данных, когда выяснилось, что его исследования были поддельными. Его статья, опубликованная в журнале Science, была отозвана. Скандал нанес огромный ущерб биотехнологическим исследованиям и престижу южнокорейской науки.
Немецкий радиофизик Ян Хендрик Шён получил мировую известность, работая в Bell Labs, благодаря публикации серии открытий в области физики. Он получил несколько очень престижных премий, ему прочили Нобелевскую премию. Шён опубликовал около 90 «научных» статей в престижных журналах Science и Nature, но в 2002 году был уличен в фальсификации. Статьи были отозваны, премии аннулированы, Шёна уволили из Bell Labs и лишили его звания доктора.

## Влияние на образование
В большинстве развитых стран научная коммуникация сформировалась в отдельную профессиональную и академическую дисциплину. В 2010 году вышел сборник, подготовленный Генеральной дирекцией Европейской комиссии по научно-исследовательской деятельности, объединяющий более 100 образовательных программ по научной коммуникации и журналистике в Европе (European Guide to Science Journalism Training).
В России только в ноябре 2015 года Университет ИТМО г. Санкт-Петербург запустил первый образовательный курс по научной коммуникации «Миссия SciComm».
Как профессиональная дисциплина научная коммуникация включает в себя такие виды деятельности, как коммуникация в научно-исследовательских организациях, научная журналистика, аудиовизуальная коммуникация, работа в музеях и центрах науки, научная визуализация и иллюстрация, научная политика и многое другое. В качестве академической дисциплины научная коммуникация занимается изучением вопросов, связанных с процессами трансляции и восприятия научной информации в обществе.